# Zwindrechts
Het Zwindrechts is het dialect van de Nederlandse plaats Zwijndrecht (provincie Zuid-Holland).
Het oude Zwindrechts had een lichte Dordtse inslag in de klankleer. Het oorspronkelijke dialect is sterk verwaterd door de industrialisatie die al vroeg opkwam. Daardoor zijn het vooral de tuinders en boeren die nog grotendeels het authentiek Zwindrechts spreken.
Kenmerken:
- ij en ei vaak als een korte i uitgesproken
- verkleinwoorden eindigen bijna altijd op ie